# Andrej Antonovič Grečko
Andrej Antonovič Grečko (rusky: Гречко Андрей Антонович, 4. říjnajul./ 17. října 1903greg. Golodajevka u Rostova – 26. dubna 1976 Moskva) byl sovětský voják a politik, od roku 1967 ministr obrany, v roce 1973 byl zvolen do politbyra Ústředního výboru Komunistické strany Sovětského svazu. Byl dvojnásobným Hrdinou Sovětského svazu a Hrdinou Československé socialistické republiky.

## Život
Narodil se v ukrajinské rolnické rodině v Golodajevce (nyní Kujbyševo v Rostovské oblasti). Od roku 1919 sloužil v Rudé armádě, bojoval také v občanské válce, jako řadový voják 1. jízdní armády. Mezi válkami zůstal u jezdectva, jako elitní důstojník Rudé armády byl vybrán ke studiu na Akademii generálního štábu.
Začátek Velké vlastenecké války jej zastihl v generálním štábu, ale už po několika dnech si vymohl přeložení na ukrajinskou frontu. Během roku místo divizi velel armádě. V čele několika armád, naposledy gardové, už zůstal do konce Velké vlastenecké války. Jeho vojska se v roce 1941 zúčastnila ústupových bojů na Ukrajině, v roce 1942 Barvenkovo-Lozovské útočné operace, poté ustoupila do Donbasu, nakonec až na severní Kavkaz. V druhé polovině roku 1942 velel postupně 12., 47, a 18. armádě bránící se u Novorossijska.

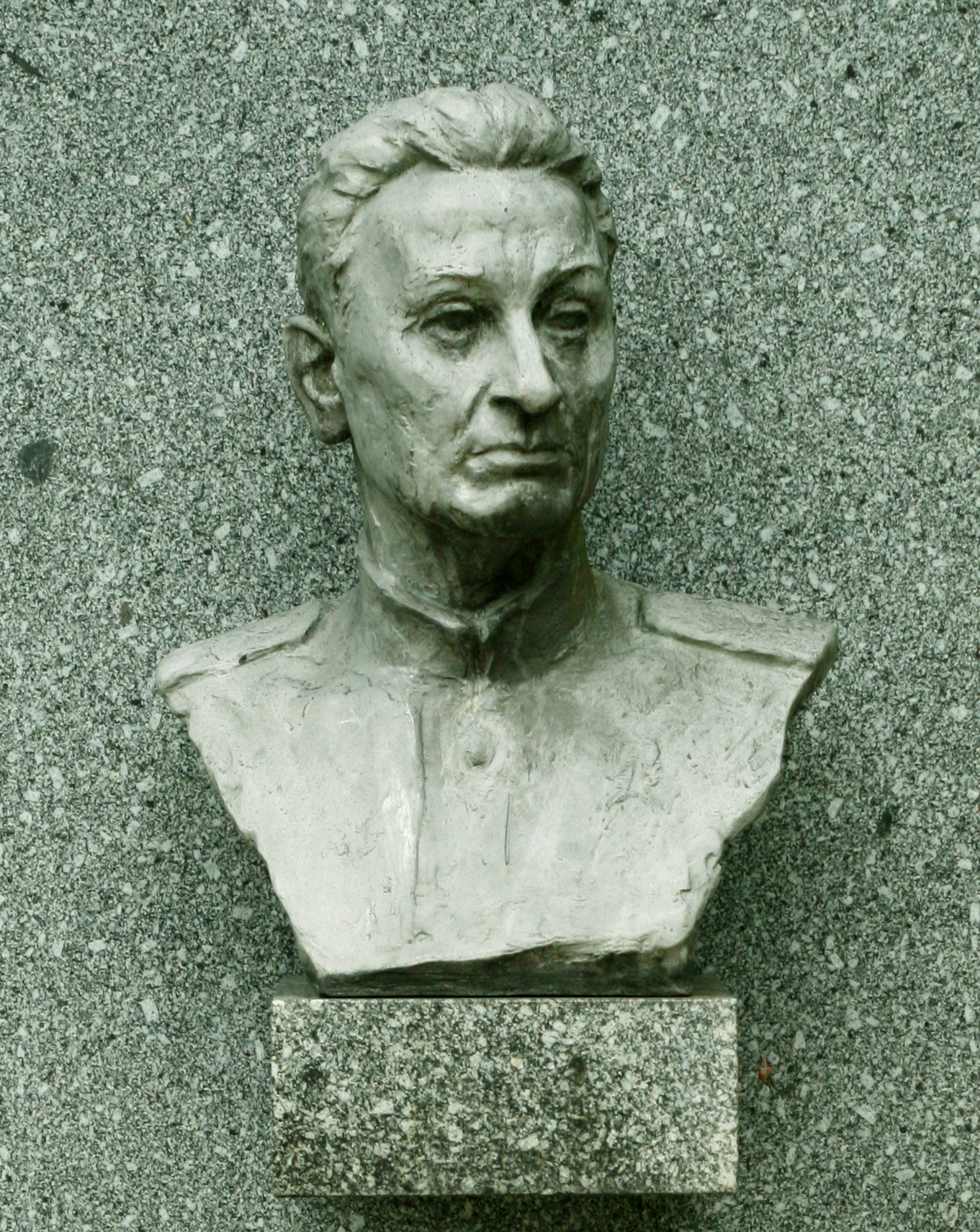
Andrej Grečko v aleji hrdinů na Dukle

Začátkem roku 1943 vojska Zakavkazského frontu přešla do útoku, brzy osvobodila Krasnodar, až do září však trvala likvidace německé 17. armády na Tamaňském poloostrově. V říjnu 1943 byl přeložen na Ukrajinu. Brzy se stal velitelem 1. gardové armády, se kterou došel až do Prahy. Po druhé světové válce sloužil v Kyjevě jako velitel vojenského okruhu. Podpora Nikity Sergejeviče Chruščova mu od roku 1953 přinesla vynikající kariéru. Stal se nejprve velitelem vojsk ve východním Německu, poté stanul v čele pozemních vojsk, když se stal 1. náměstkem ministra obrany. Po smrti maršála Malinovského v dubnu 1967 byl jmenován novým ministrem obrany SSSR. Grečko byl ministrem obrany během invaze vojsk Varšavské smlouvy do Československa v roce 1968 a on sám byl na zasedání sovětského politbyra stoupencem vojenské intervence.
V roce 1973 byl zvolen i do politbyra ÚV KSSS, po šestnácti letech nepřítomnosti zástupce armády v nejvyšším stranickém orgánu.
Zemřel 26. dubna 1976. Pohřben je u Kremelské zdi, na Rudém náměstí v Moskvě.

## Vzdělání
- 1926 absolvoval Severokavkazskou jezdeckou školu horských národů
- 1936 absolvoval Vojenskou akademii M.V.Frunze
- 1941 absolvoval Vojenskou akademii generálního štábu

## Vojenská služba
- od prosince 1919 v Rudé armádě
- 1926 – říjen 1938 – nižší velitelské funkce
- 6. října 1938 – náčelník štábu jezdecké divize
- 1941 – 10. července 1941 – v generálním štábu
- 10. července 1941 – 18. ledna 1942 – velitel 34. jezdecké divize
- 18. ledna – 15. dubna 1942 – velitel 5. jezdeckého sboru
- 15. dubna – 8. září 1942 – velitel 12. armády
- 8. září – říjen 1942 – velitel 47. armády
- září – říjen 1942 – velitel Novorossijského obranného prostoru
- říjen 1942 – leden 1943 – velitel 18. armády
- leden – 16. října 1943 – velitel 56. armády
- 16. října – 14. prosince 1943 – zástupce velitele Voroněžského(od 20. října 1. Ukrajinského frontu)
- 14. prosince 1943 – 9. července 1945 – velitel 1. gardové armády
- 9. července 1945 – 26. května 1953 – velitel Kyjevského vojenského okruhu
- 26. května 1953 – 12. listopadu 1957 – Hlavní velitel skupiny sovětských vojsk v Německu
- 12. listopadu 1957 – duben 1960 – Hlavní velitel pozemních vojsk
- listopad 1957 – 13. dubna 1967 – 1. náměstek ministra obrany SSSR
- 7. dubna 1960 – 7.1967 – Hlavní velitel spojených ozbrojených sil zemí Varšavské smlouvy
- 12. dubna 1967 – 26. dubna 1976 – ministr obrany SSSR

## Hodnosti
- - plukovník
- 9. listopadu 1941 – generálmajor
- 28. dubna 1943 – generálporučík
- 9. října 1943 – generálplukovník
- 3. srpna 1953 – armádní generál
- 11. března 1955 – maršál Sovětského svazu

## Řády a vyznamenání
- 3× Řád rudého praporu (5. listopadu 1941, 3. listopadu 1944, 15. listopadu 1950)
- 6× Leninův řád (13. prosince 1942, 21. února 1945, 1. února 1958, 15. října 1963, 22. února 1968, 16. října 1973)
- Řád Suvorova II. stupně (28. února 1943)
- 2× Řád Kutuzova I. stupně (9. října 1943, 25. srpna 1944)
- Řád Bohdana Chmelnického I.stupně (10. ledna 1944)
- 2× Řád Suvorova I.stupně (29. května 1944, 23. května 1945)
- Hrdina Sovětského svazu (1. února 1958, 16. října 1973)
- Čestná zlatá zbraň se zobrazením státního znaku SSSR (22. února 1968)

- medaile, zahraniční řády (též Hrdina ČSSR (5. října 1969))

## Politická činnost
- od 1928 člen VKS(b)
- 28. ledna 1949 – 23. března 1954 – člen ÚV KS Ukrajiny
- 28. ledna 1949 – 23. září 1952 – kandidát politbyra ÚV KS Ukrajiny
- 27. září 1952 – 10. října 1953 – člen byra/předsednictva ÚV KS Ukrajiny
- 14. října 1952 – 17. října 1961 – kandidát ÚV KSSS
- 31. října 1961 – 26. dubna 1976 – člen ÚV KSSS
- 27. dubna 1973 – 26. dubna 1976 – člen politbyra ÚV KSSS
- 1946 – 26. dubna 1976 – poslanec Nejvyššího sovětu

## Dílo
- Высокое призвание.. Moskva: [s.n.], 1962.
- На страже мира и строительства коммунизма.. Moskva: [s.n.], 1971.
- Через Карпаты.. 2. vyd. Moskva: [s.n.], 1972.
  - česky:  Přes Karpaty. Překlad L.Myška. 1. vyd. Praha: Naše vojsko, 1971. 455 s. (Paměti; sv. 35).
- Битва за Кавказ. Moskva: Vojenizdat, 1967. 424 s.
- Освобождение Киева. Краткий военно-исторический очерк.. Moskva: [s.n.], 1973.
- Вооруженные Силы Советского государства.. 2. vyd. Moskva: [s.n.], 1975.
- Годы войны. 1941-1943. Moskva: [s.n.], 1976.